# Mezinárodní výstava moderní uměleckoprůmyslové výroby

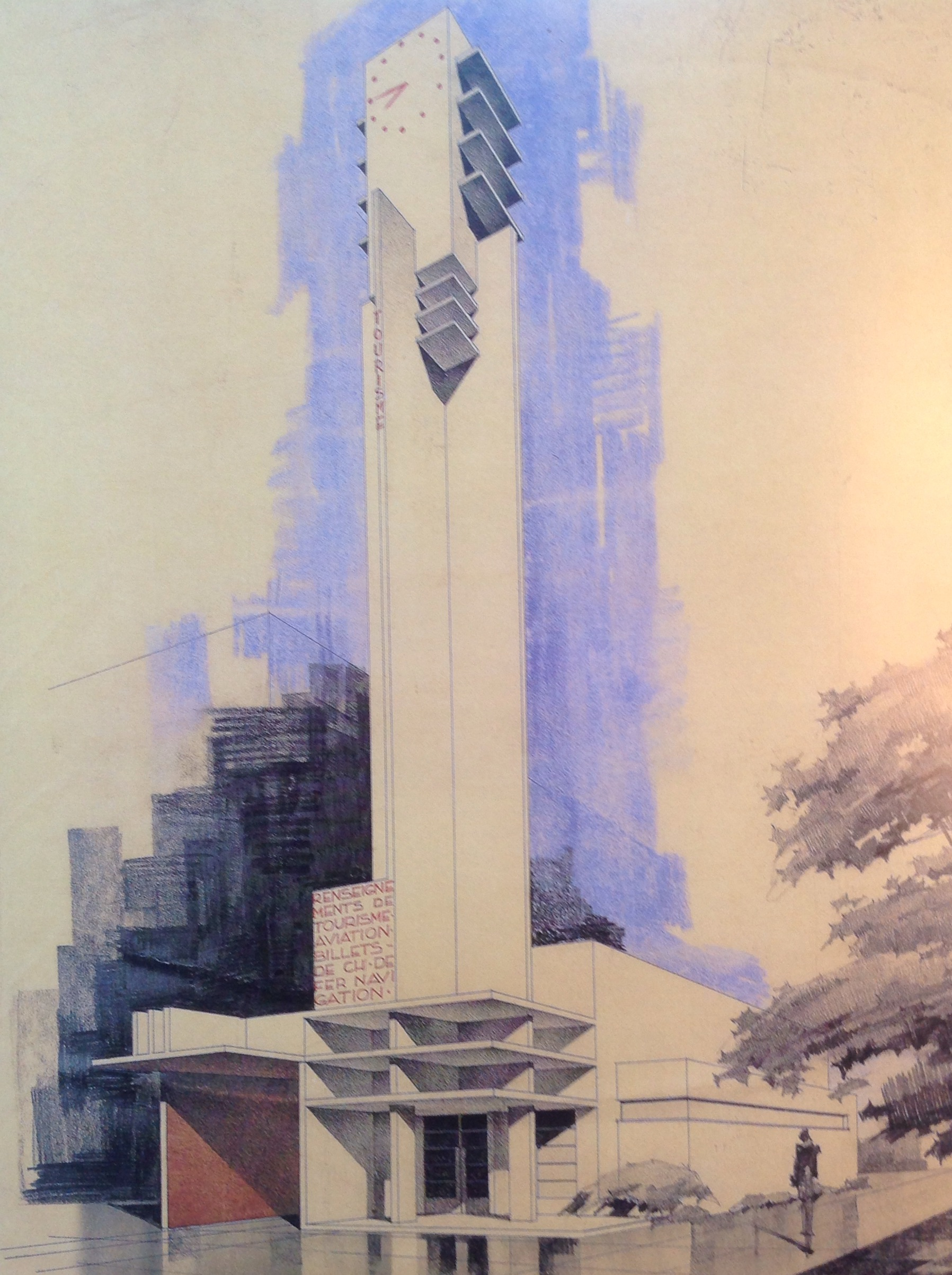
Návrh francouzského pavilonu turismu, Robert Mallet-Stevens 1925

## Termíny
Podle rozhodnutí z roku 1912 se měla konat v roce 1915, ale kvůli první světové válce se opozdila a pořádala se až v roce 1925 od 28. dubna do 25. října. Výstava měla navázat na úspěšnou světovou výstavu z roku 1900, při které se ve velké míře prosadila secese. Výstava z roku 1925 přiblížila veřejnosti nový směr art deco. Rozloha výstavy činila 28,8 ha a navštívilo ji 14 miliónů návštěvníků. Z politických důvodů se výstavy nezúčastnilo Německo. Účast odmítla i vláda USA, která se domnívala, že v jejich zemi nevznikly žádné návrhy, které by stály za vystavení.

## Výstavní pavilony

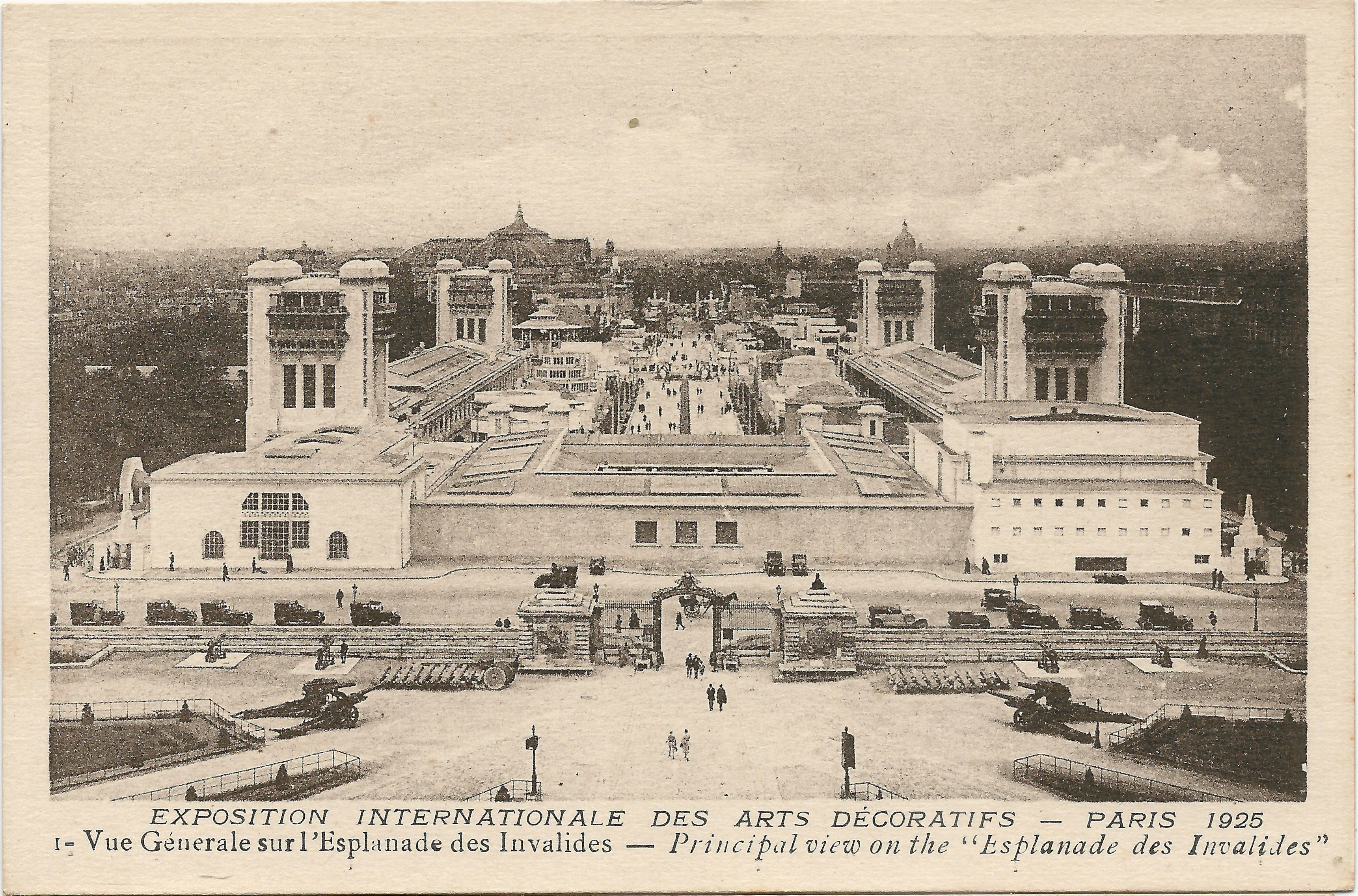
Pohled na vstupní část výstaviště od Invalidovny

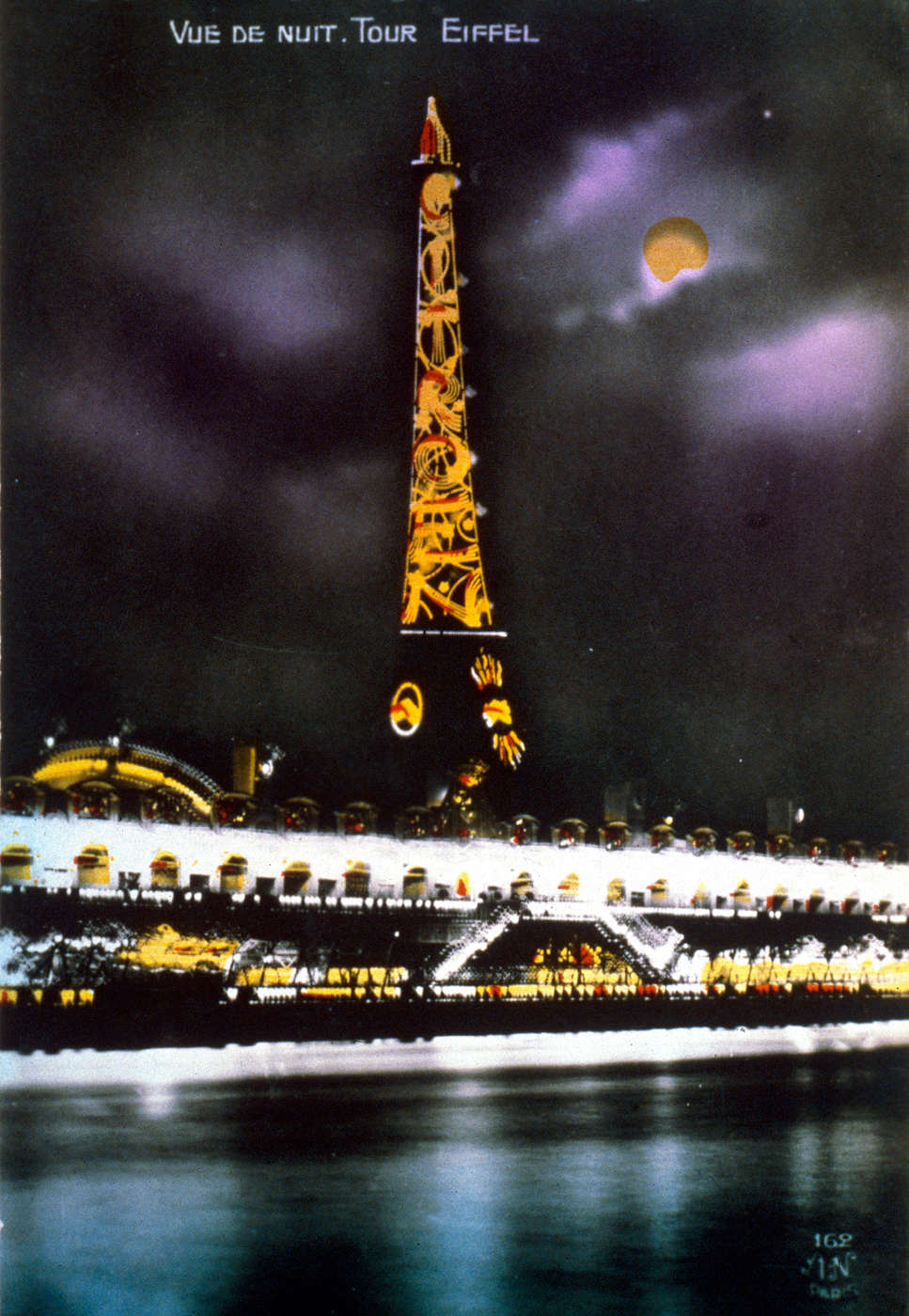
Eiffelova věž s reklamou firmy Citroen během výstavy

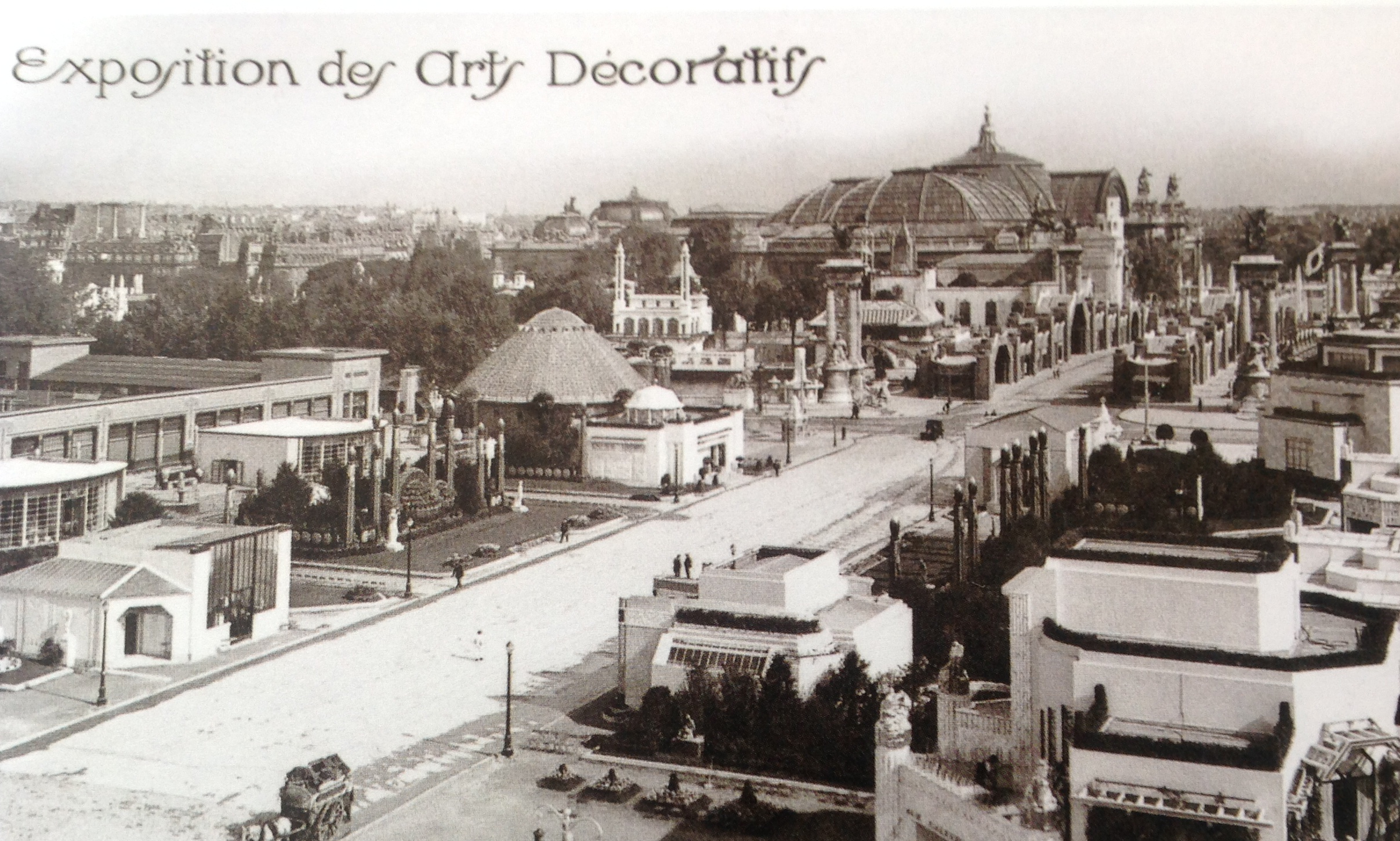
Celkový pohled na výstaviště

Mezinárodní výstava moderní uměleckoprůmyslové výroby (francouzsky Exposition internationale des arts décoratifs et industriels modernes) byla mezinárodní výstava umění, řemesel a designu, konaná v Paříži roku 1925. 
Výstava zaujímala dlouhé území podél severního (levého) břehu řeky Seiny. Výstavní pavilony byly projektovány jako dočasné stavby, kde bylo vystaveno dekorativní umění a bytové zařízení. Mezi těmito stavbami dominovaly pavilony významných pařížských obchodních domů – Le Bon Marché, Printemps, Grands Magasins du Louvre, Galeries Lafayette, několik restaurací a divadlo. Dalšími významnými francouzskými expozicemi byly Dům sběratele (Hôtel du Collectionneur) a studovna v pavilonu francouzského velvyslanectví, kterou navrhl architekt Pierre Chareau.
K pozoruhodným národním, státním a regionálním pavilonům patřily: 
- Rakouský pavilon architekta Josefa Hoffmana, interiér vytvořil Josef Frank
- Sovětský pavilon architekta Konstantina Melnikova.
- Pavilon nového ducha (Pavillon de l'Esprit Nouveau) architekta Le Corbusiera představoval francouzský modernismus. Tento pavilon byl koncipovaný jako modulární jednotka, kterou bylo možné opakovat a postavit tak normalizovaný obytný blok.
- Pavilon turismu, věž se zvonicí; architekt Robert Mallet-Stevens
- Japonský pavilon
- Nizozemský pavilon, interiéry Theo van Doesburg, Ludwig Mies van der Rohe
- Polský pavilon, architekt Jozef Czajkowski
- československý pavilon architekta Josefa Gočára se Štursovou sochou Vítěze na pilíři.[1] Exponáty dodali především výtvarníci sdružení kolem Uměleckoprůmyslové školy v Praze a  družstva Artěl.[2]